# Кільський канал

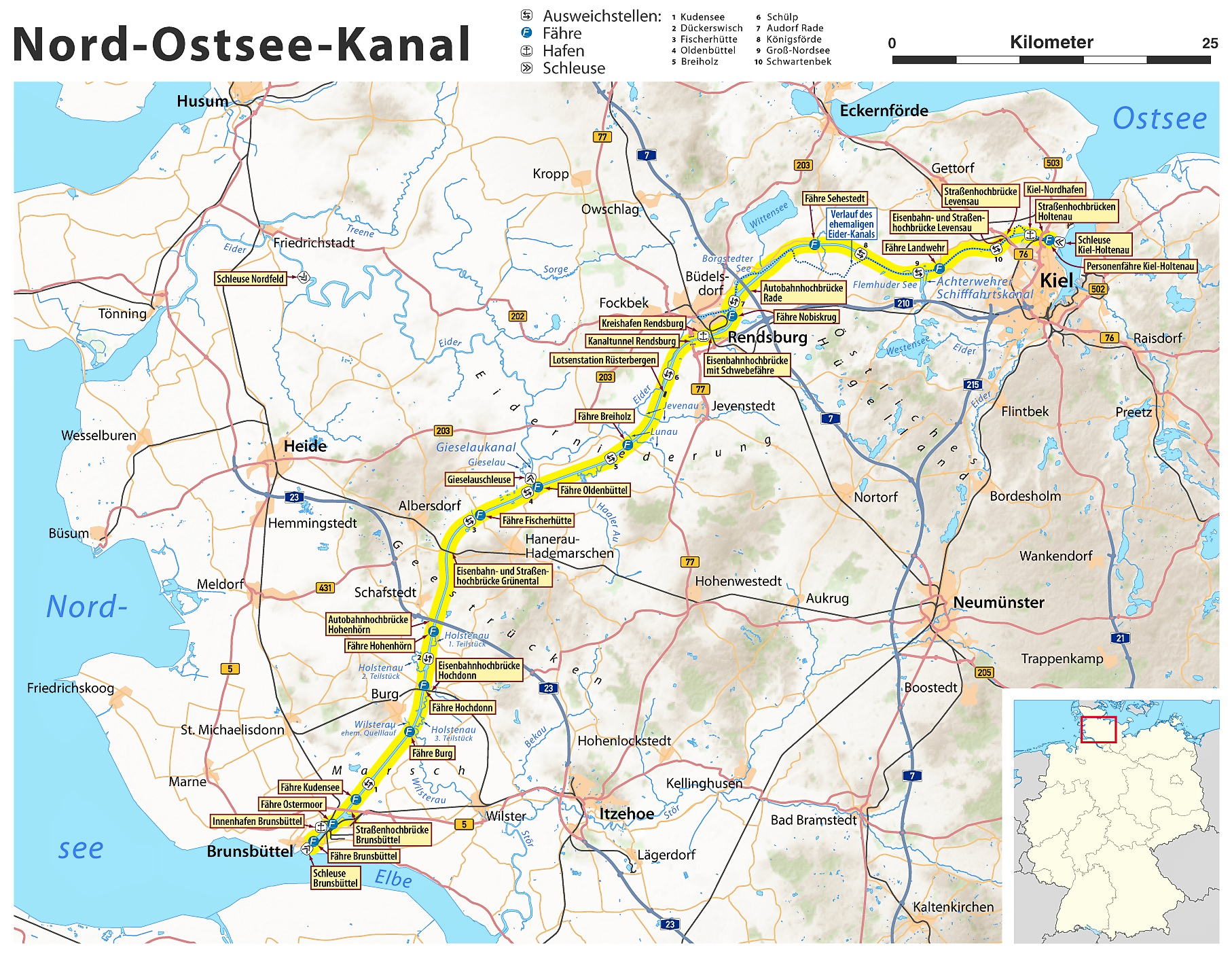

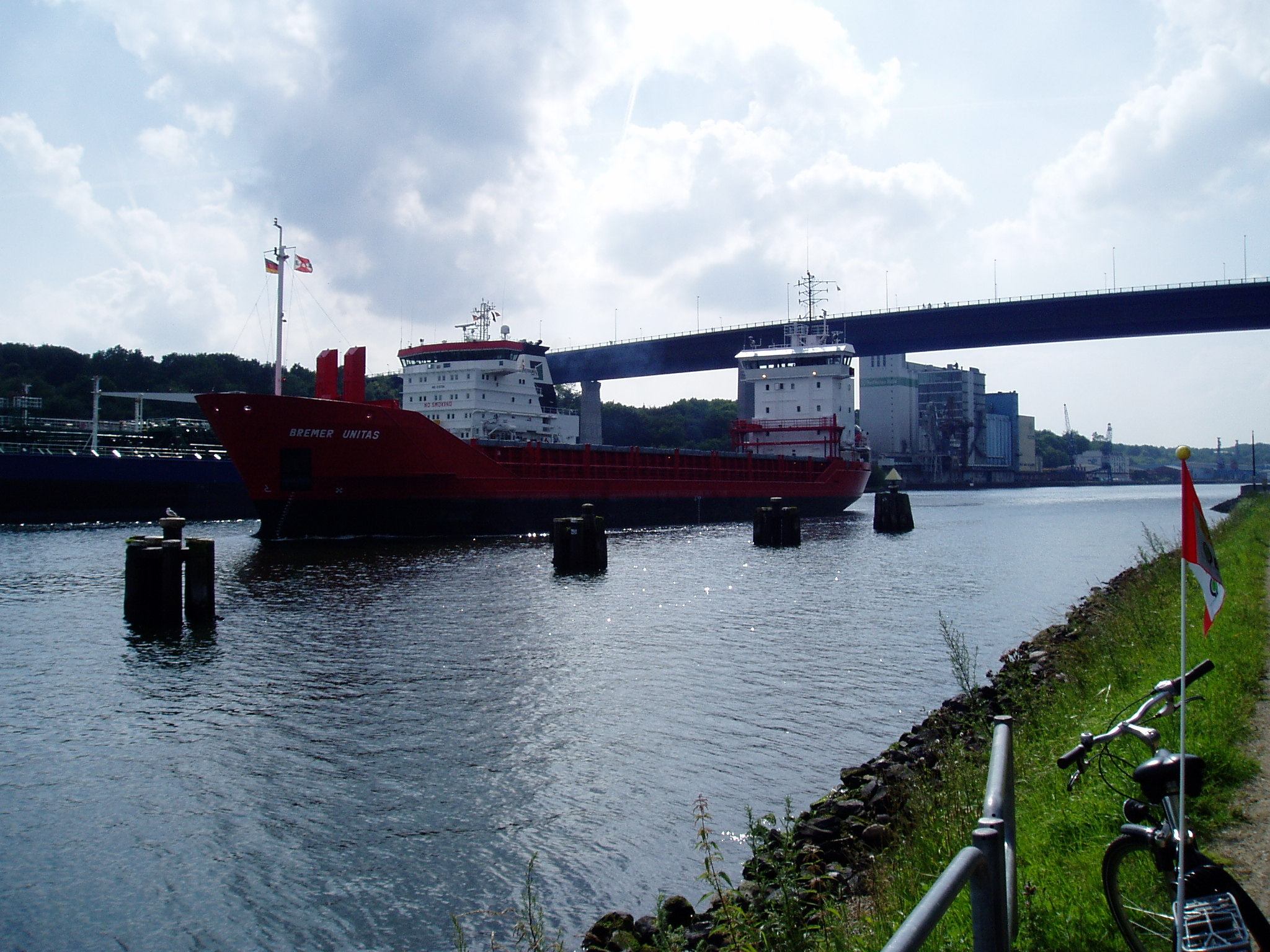

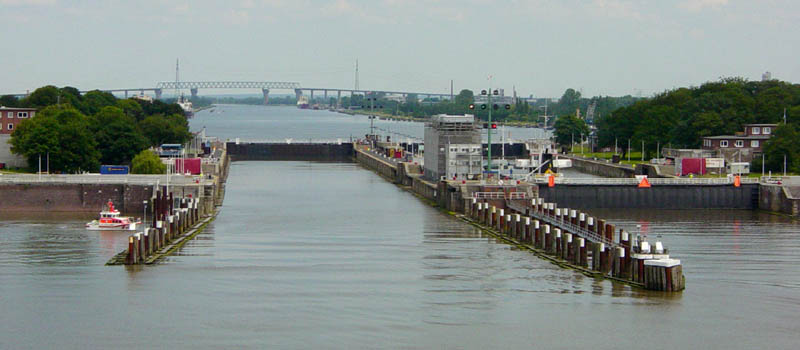
Брунсбюттель, вихід каналу до Північного моря

Кільський канал  — канал у Німеччині, що з'єднує Балтійське і Північне моря, проходить від Кільської бухти, коло міста Гольтенау до гирла річки Ельба, біля міста Брунсбюттель. Довжина 98 кілометрів, ширина понад 100 метрів, глибина 11 метрів. Канал закінчується парою шлюзів з кожного боку, один з шлюзів призначений для малотонажного флоту. Цей шлях економить близько 519 кілометрів, замість плавання навколо Ютландського півострова. Він дозволяє економити час і уникати морських штормів. Це — найзайнятіша штучна водна артерія у світі.[джерело?]

## Назва
- Кільський канал (англ. і нім. Kiel Canal) — міжнародна назва на честь Кіля.
- Північноморський-Балтоморський канал (нім. Nord-Ostsee-Kanal) — сучасна німецька назва.
- Канал імператора Вільгельма (нім. Kaiser-Wilhelm-Kanal) — офіційна німецька назва до 1948 року на честь першого німецького імператора Вільгельма І.

## Історія

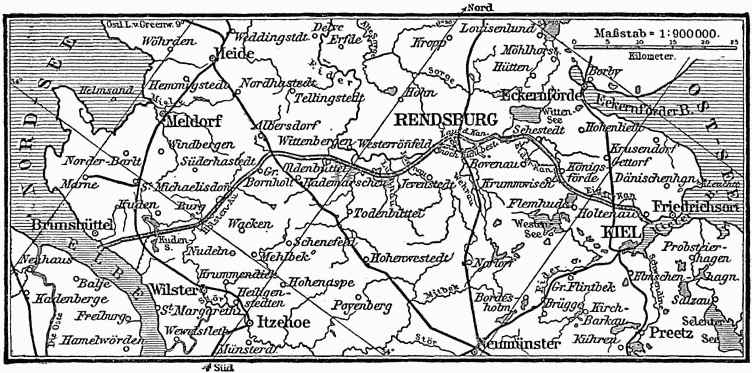
Історична карта каналу, 1888

Перший канал, що сполучав Північне та Балтійське море був побудований в Шлезвіг-Гольштейні, ще коли ця територія перебувала під владою сполученого королівства Данії та Норвегії. Канал Айдерканал, який використовував річище річки Айдер, був завершений 1784 року і становив 43 кілометри з загальної 175 кілометрової водної артерії від Кіля на сході до гирла Айдера на західному узбережжі. Мав завширшки 10 м і глибину 3 метри. 
Після 1864 року внаслідок Другої Шлезвізької війни увесь Шлезвіг-Гольштейн перейшов під владу Пруссії (з 1871 Німецької імперії). Інтереси торгівлі та німецького військово-морського флоту, що прагнув з’єднати свої бази в Балтійському та Північному морях без необхідності плавати заохотили проектування нового каналу. Будівництво продовжувалося 8 років силами 9000 робітників. 21 червня 1895 канал офіційно відкрив Кайзер Вільгельм II. 
Для того, щоб відповідати руху, що збільшується, і вимогам військово-морського флоту, між 1907 і 1914 ширину каналу було збільшено. Розширення каналу дозволило проходження дредноута розміром з лінійний корабель. Це означало, що ці лінійні кораблі можуть прибути з Балтики до Північного моря без необхідності йти навколо Данії. Після Першої Світової Війни і Версальського Договору, канал став міжнародним, залишаючись  під німецькою адміністрацією. Адольф Гітлер відмовився від міжнародного статусу в 1936. Починаючи з кінця Другої Світової Війни канал знову повернувся до відкритого міжнародного користування.